# Panicale
Panicale je italská obec v provincii Perugia v oblasti Umbrie. Leží 130 km jihovýchodně od Florencie a 40 km jihozápadně od Trasimenského jezera. V roce 2019 zde žilo 5509 obyvatel.

## Poloha a administrativní členění
Město se rozkládá na svazích o nadmořské výšce kolem 431 m. Má devatenáct místních částí: Casalini, Cerreto, Colgiordano, Colle Calzolaro, Colle San Paolo, Gioveto, Lemura, Macereto, Migliaiolo, Mirabella, Missiano, Mongiovino, Montale, Poggio di Braccio, Tavernelle, Terrazzella a Via delle Parti.
Sousední obce a města: Castiglione del Lago, Magione, Paciano, Perugia a Piegaro.

## Dějiny
Pravěké osídlení se datuje dva tisíce let před naším letopočtem. V 8. století př. n. l. oblast ovládli Etruskové. Panicale leželo v těsné blízkosti tří velkých měst (Arezzo, Chiusi a Perugia). Ve středověku bylo město nejvíce spjato s Perugií a zásobovalo ji zemědělskými plodinami, především obilím. Rokem 1316 je datována latinská zakládací listina města, kterou sepsal notář Pietro Vannuccio di Vannucci. Do italštiny byla přeložena až kolem roku 1484. Ve 14. století bylo město opevněno a mělo dva hrady, z nichž lépe dochovaný je v místní části Mongovino. Roku 1378 město ovládl kondotiér Boldrino da Panicale (1331-1391). Od roku 1416 až do své smrti v roce 1424 z hradu Montalera vládl městu kondotiér Braccio da Montone a po něm Braccio I. Baglioni, jehož palác se na hradě dochoval . V roce 1540 se vedení Panicale i Perugie zmocnil papežský stát a s výjimkou francouzské okupace za Napoleona Bonaparta (v letech 1798–1813) vláda papežů trvala až do samostatnosti Itálie.

## Hospodářství
Úrodný zemědělský kraj tradičně vynikal v pěstování pšenice, oliv a vinicemi. Většina obyvatel je zaměstnána ve službách turistického ruchu.

## Památky
- Hrad Castello di Mongovino, také Mongovino vecchio, nyní slouží jako hotel, má vnější bazén; společně s celým návrším je chráněnou krajinnou oblastí
- Hrad Castello di Montalero - ruiny etruské zdi a hradu z 11.-12. století na mytické hoře řecké bohyně Héry;  dochovaný renesanční palác Antica Posta di Braccio kondotiéra BracciaI. Baglioni; opevněno v 17. století
- Palazzo Landi - radnice, renesanční palác pevnostního charakteru
- Městské hradby s bastiony a dochovaná středověká brána: Porta Perugina
- Kolegiátní kostel Michaela Archanděla, patrona města, románská stavba z 11. století, nejstarší ve městě; rozšířen v roce 1546 a obnoven v 17. století, obraz Narození Páně namaloval Giovanni Battista Caporali roku 1519.
- Kostel Panny Marie della Sbarra, za městskými hradbami, dokončen v roce 1625.
- Kostel sv. Šebestiána, renesanční fresku Mučednictví sv. Šebestiána namaloval Perugino v roce 1505.
- Kostel sv. Augustina, dokončen v roce 1502, oltář navrhl Giambattista di Cristoforo v roce 1513.
- Kostel sv. Lucie při středověkém špitále (Chiesa dell'Ospedale), ve Via Pietro Vannucci
- Kostel sv. Petra a Pavla, v místní části Colle San Paolo, románský z roku 1143, postavený benediktiny.[1]
- Divadlo Teatro Cesare Caporali, budova ze 17.-19. století
- Kašna - travertinová nádrž s městským znakem, datovaná letopočtem 1437

## Zajímavosti
Odehrává se zde britský seriál Signora Volpe (2022)

## Galerie

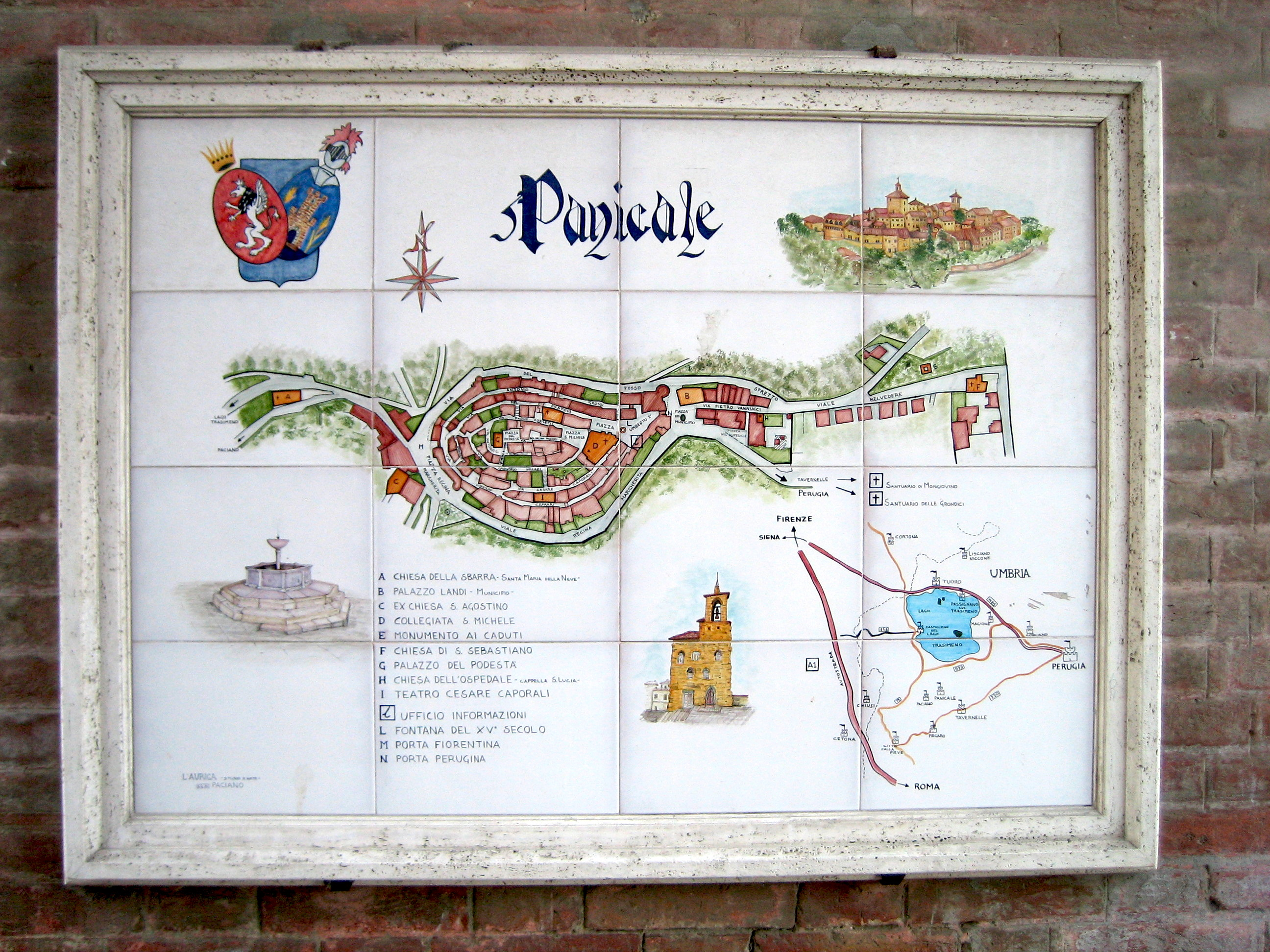
Plán současného města
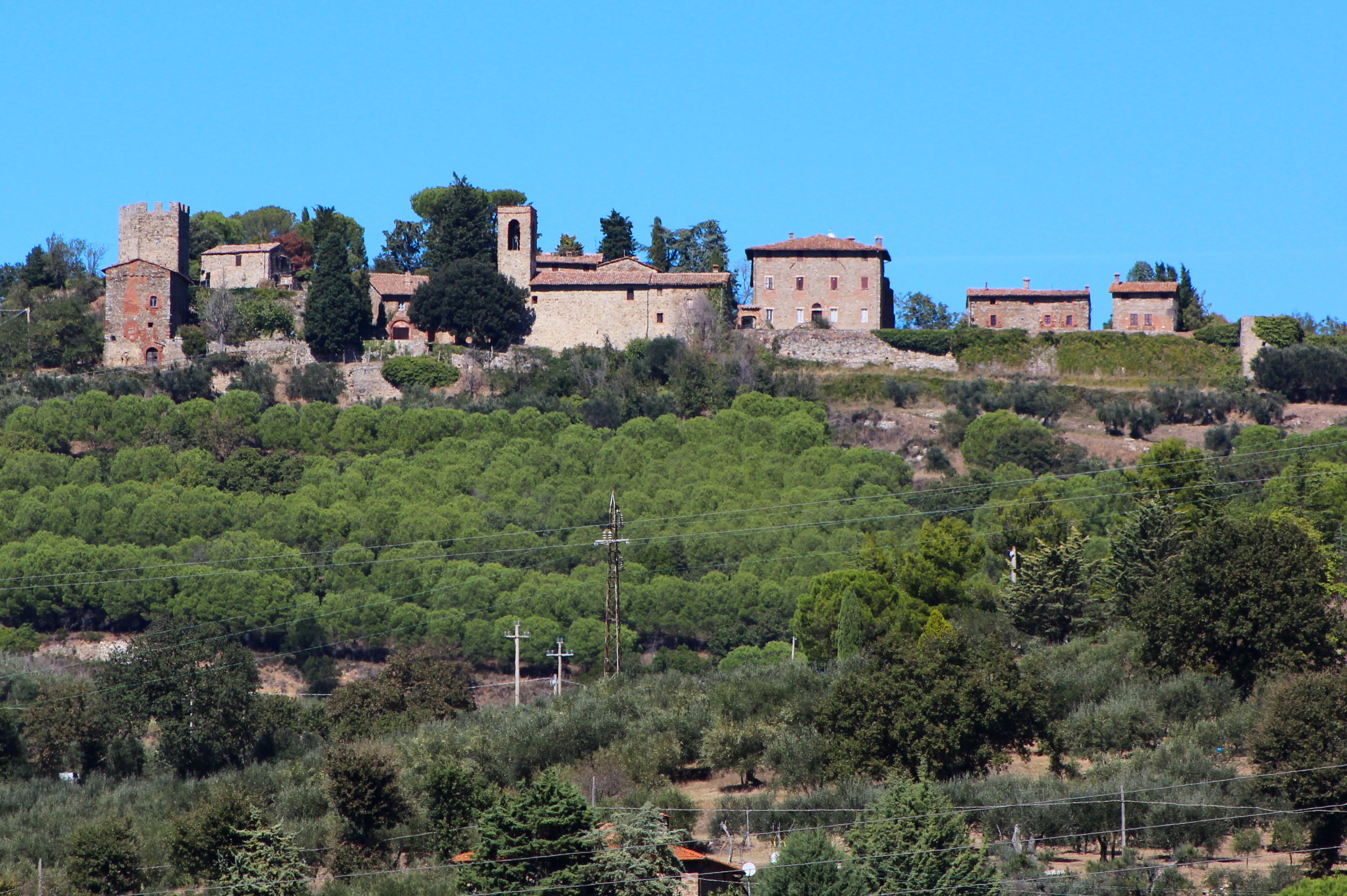
Castello di Mongiovino
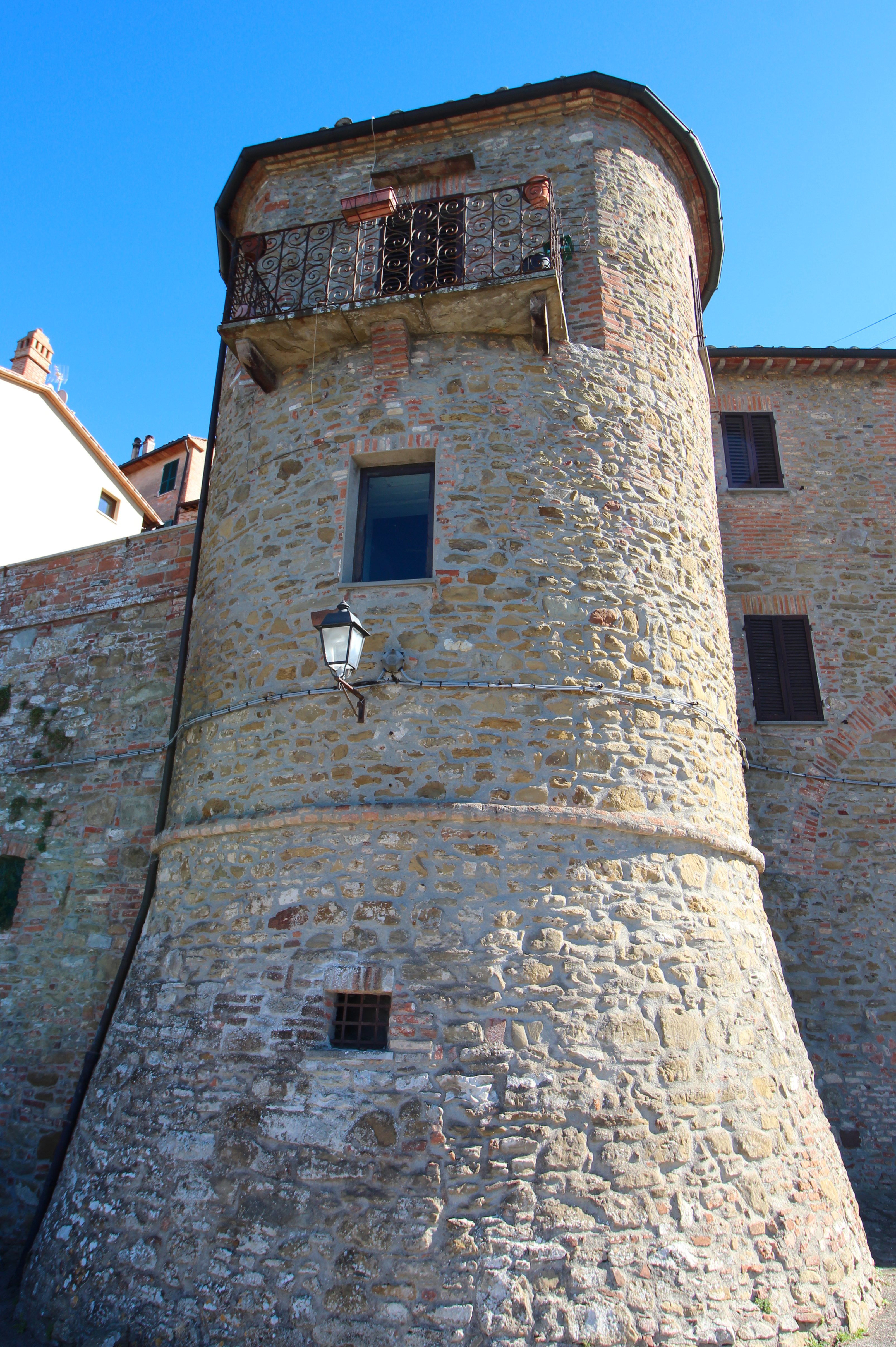
Část hradeb
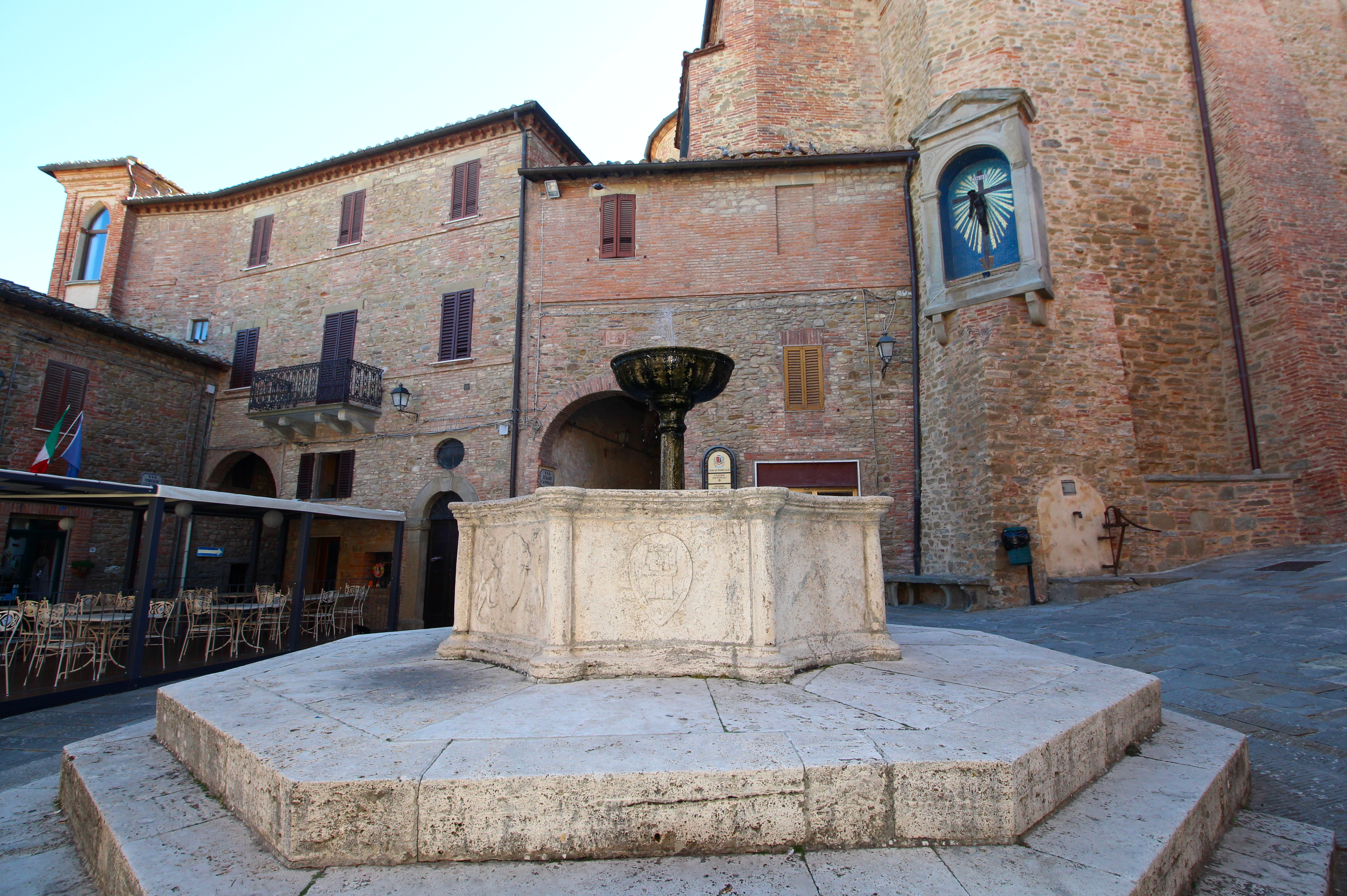
Kašna z roku 1473
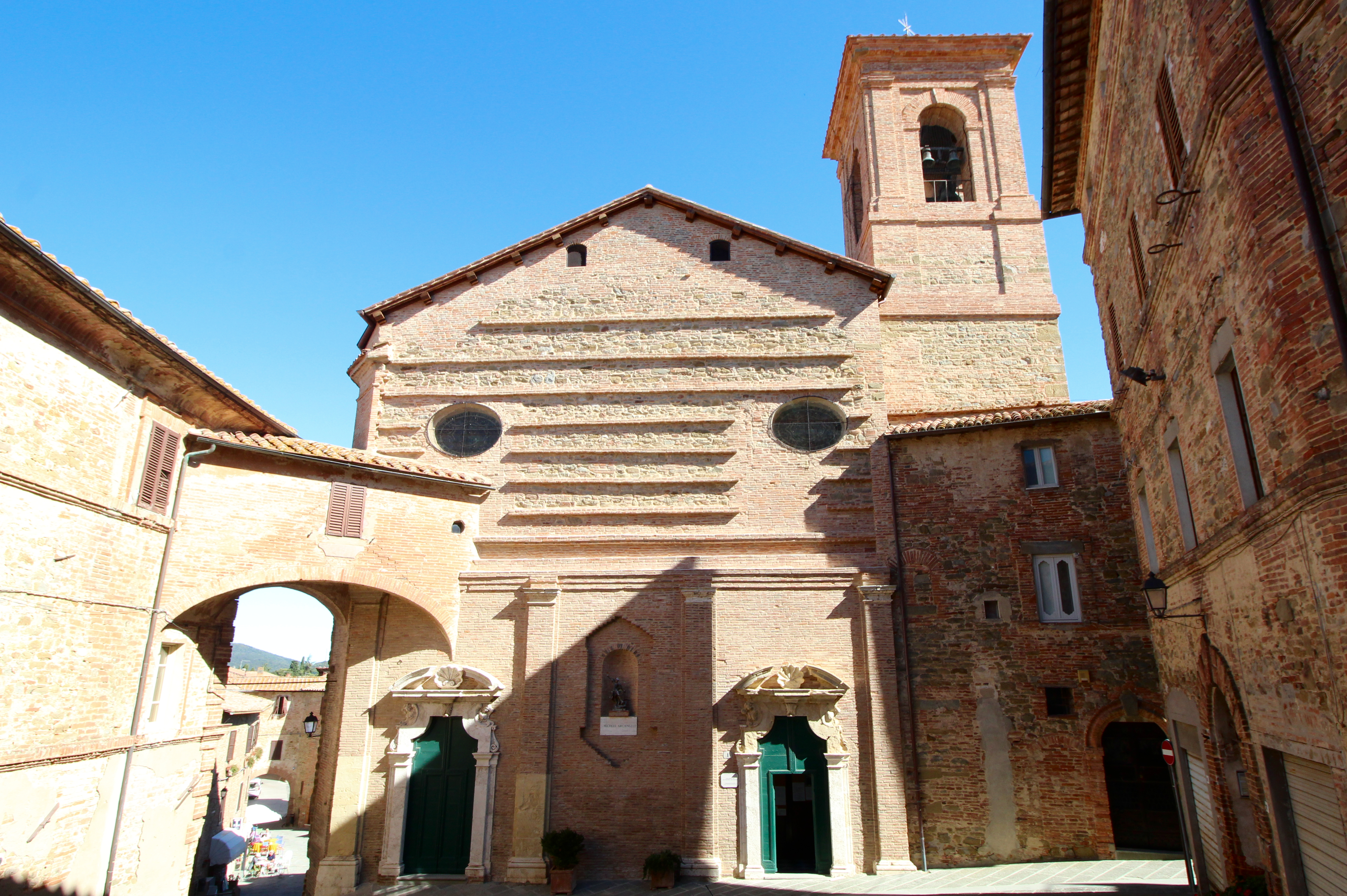
Chrám Michaela Archanděla
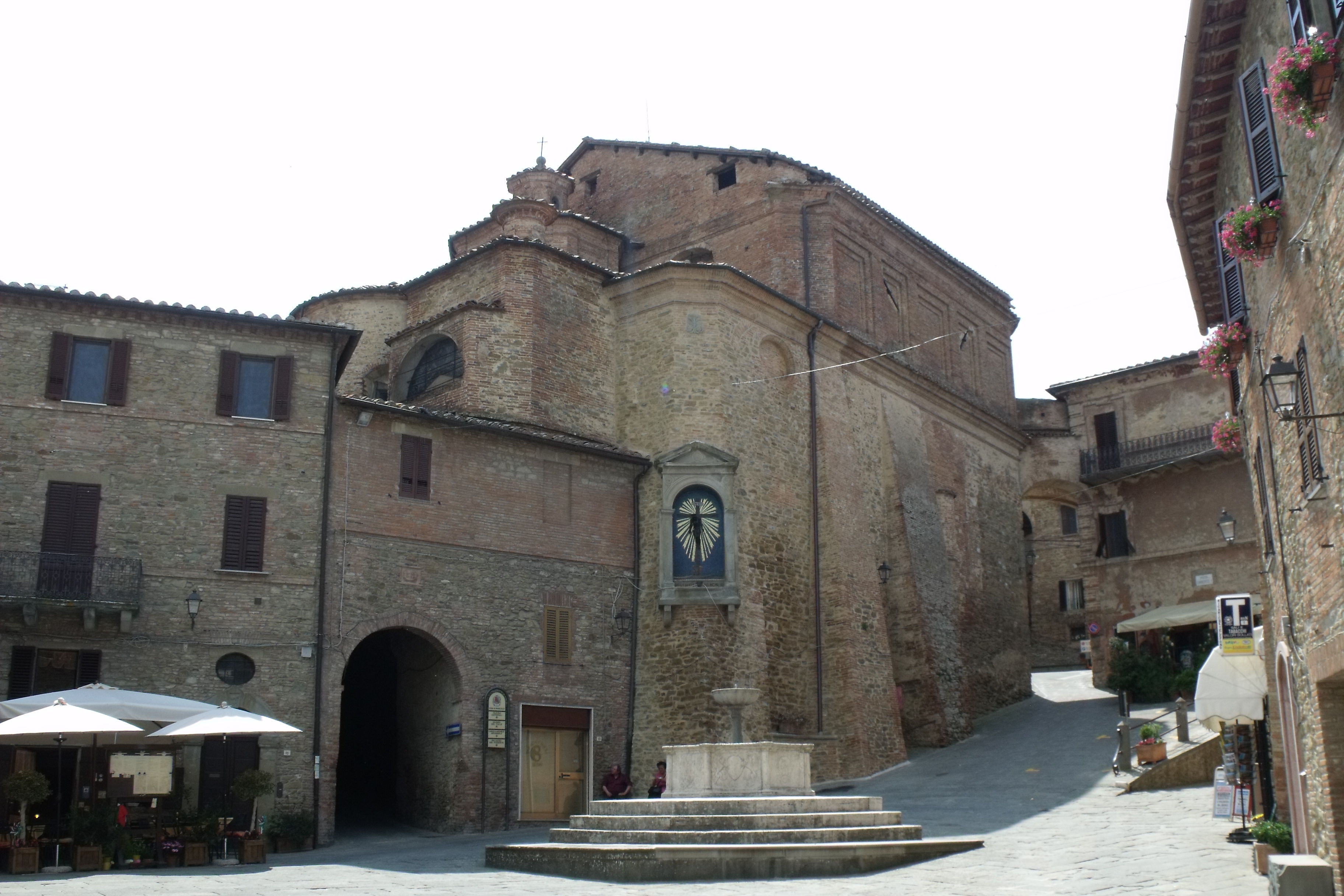
týž chrám zezadu
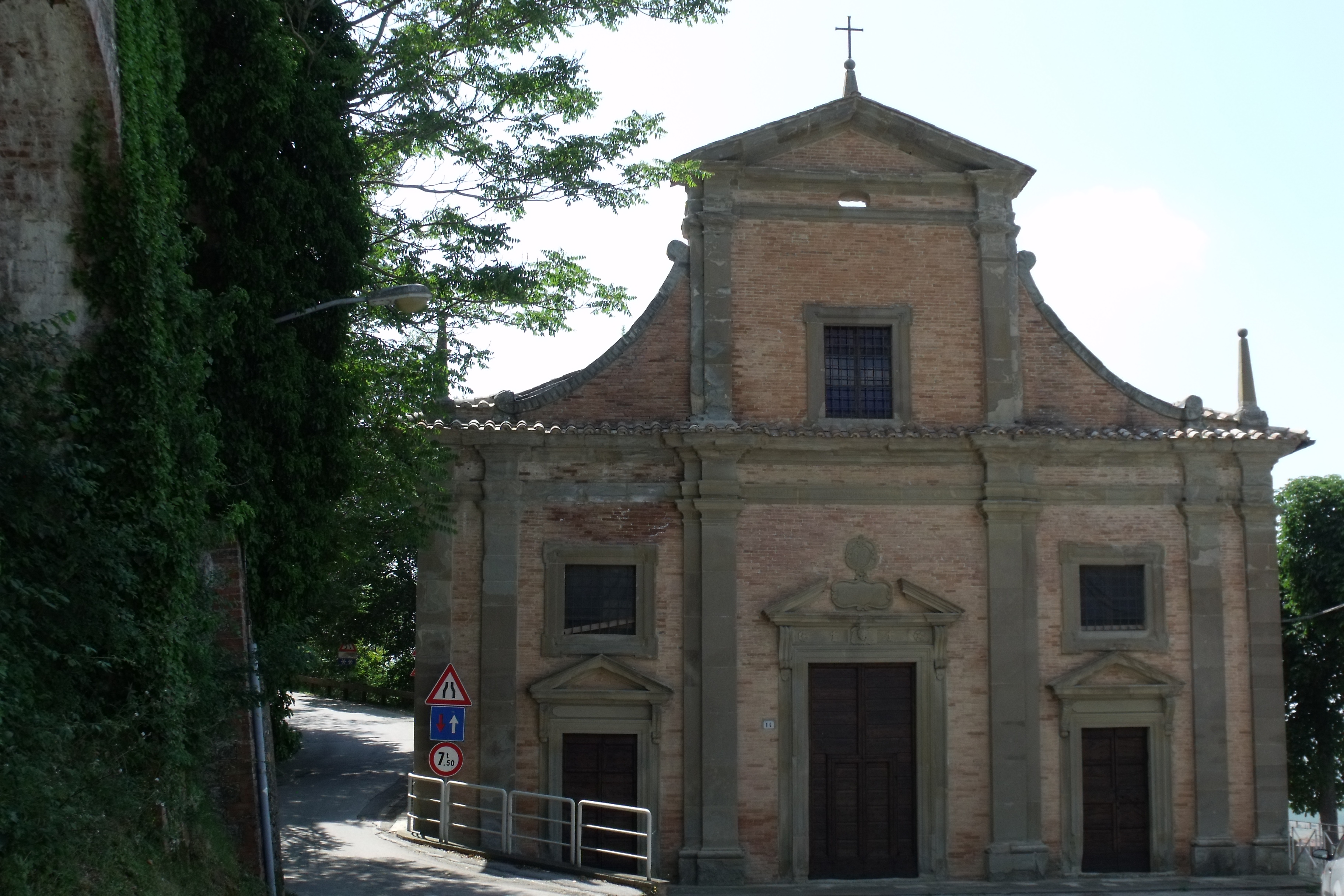
Kostel P. Marie della Sbarra
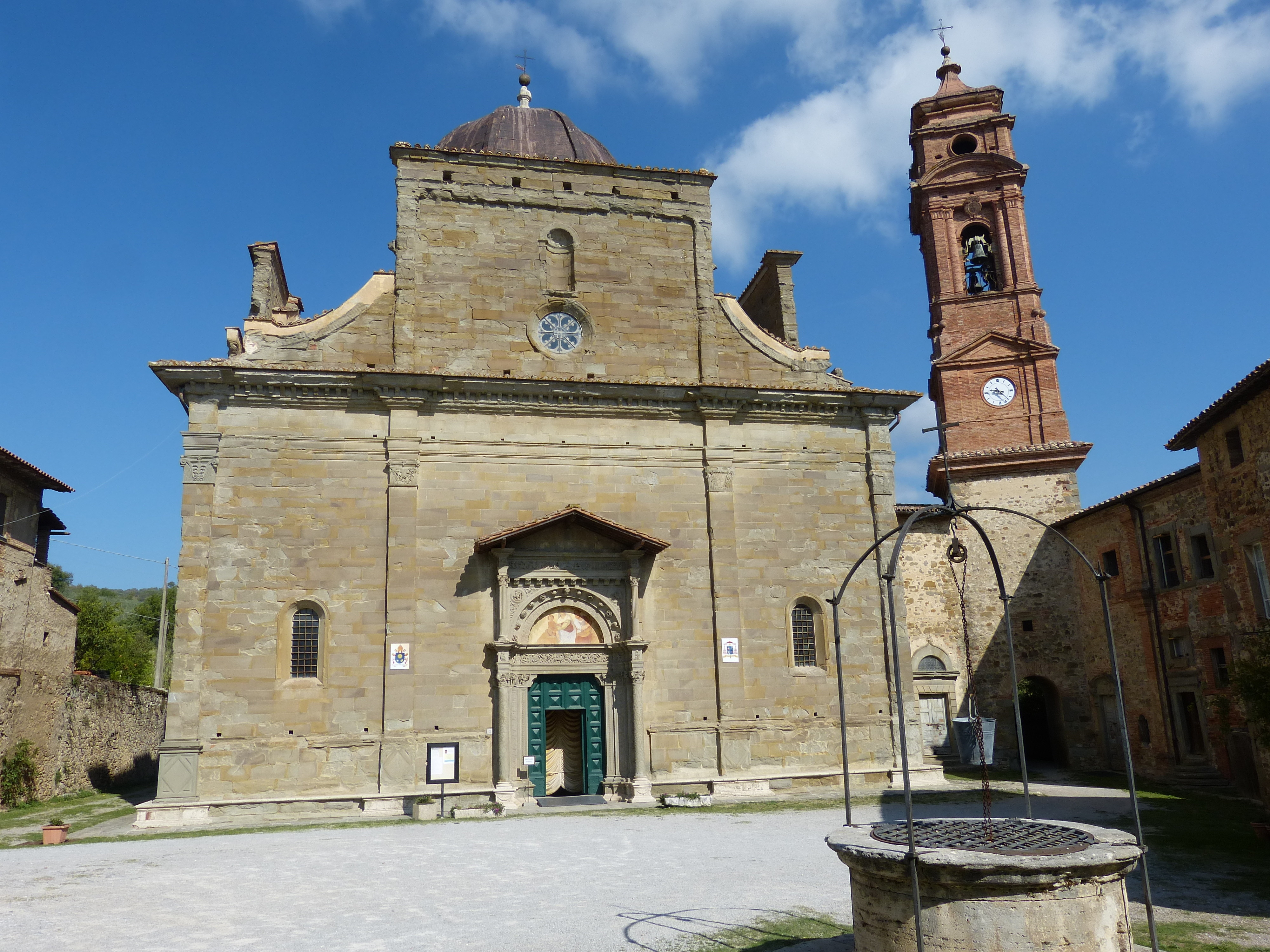
Kostel P. Marie (Mongiovino)